# Yulumara wallangar
Yulumara wallangar is een vlokreeftensoort uit de familie van de Colomastigidae. De wetenschappelijke naam van de soort is voor het eerst geldig gepubliceerd in 1972 door J.L. Barnard.